# Südafrikanische Entwicklungskonferenz
Die Entwicklungskonferenz des Südlichen Afrika (englisch Southern African Development Co-ordination Conference, Abkürzung SADCC) war eine regionale Organisation zur wirtschaftlichen und politischen Integration im Südlichen Afrika und Vorläufer der Entwicklungsgemeinschaft des südlichen Afrika (SADC).

## Geschichte
Im Mai 1979 trafen sich die Außenminister von Angola, Botswana, Mosambik, Sambia und Tansania in Gaborone (Botswana), um über eine wirtschaftliche Zusammenarbeit ihrer Länder zu beraten. Diesem Treffen folgte eine weitere Beratung im Juli in Arusha (Tansania), in deren Verlauf Grundsätze einer solchen Zusammenarbeit vereinbart wurden. Das Ziel dieser Initiative bestand in der Reduzierung der „beschämenden Abhängigkeit von Südafrika“ durch Gründung eines Southern African liberation fund, mit dem Verbesserungen bei der Transport- und Kommunikationsinfrastruktur finanziert werden sollten. An diesem Treffen nahmen auch Vertreter des Entwicklungsprogramms der Vereinten Nationen (UNDP), der Europäischen Wirtschaftsgemeinschaft (EWG) und Weltbank teil.
Anfang April 1980 kamen in Lusaka (Sambia) Vertreter der Staaten Angola, Botswana, Lesotho, Malawi, Mosambik, Rhodesien, Sambia, Swasiland und Tansania zusammen, die sogenannten „Frontlinienstaaten“ gegenüber Apartheid-Südafrika, und beschlossen die Errichtung des Southern African Development Fund, was als Gründung der SADCC gilt. Das Gründungsmemorandum unterzeichneten die staatlichen Repräsentanten am 1. April. Im November 1980 fand ein Treffen in Maputo (Mosambik) statt, an dem wieder Vertreter von UNDP, EWG und Weltbank anwesend waren. Die afrikanischen Vertreter zeigten sich bei diesem Anlass mit den zugesagten Unterstützungen weitgehend zufrieden. Zu diesen Entwicklungen meinte Deon Geldenhuys, der damalige Vizedirektor des South African Institute of International Affairs, dass diese afrikanische Staaten mit ihrem Vorgehen versuchen, sich von Südafrika zu distanzieren und es ein Zeichen dafür sei, dass sie nicht zu „Kunden“ von Südafrikas Wirtschaft werden wollen.
Diese Entwicklung kann als Reaktion auf die vom südafrikanischen Premierminister Botha im Rahmen der Totalen nationalen Strategie betriebene Gründung der Constellation of Southern African States (CONSAS) verstanden werden. Sie war als Instrument der wirtschaftlichen Integration und regionalen Sicherheitsgemeinschaft gedacht, welche auf der Vormachtstellung Südafrikas aufbaute. Die Gründung der SADCC verdeutlichte jedoch, dass kaum ein Staat des südlichen Afrikas bereit war, sich mit dem Apartheidregime auf politischer Ebene einzulassen. Die nationalökonomische Abhängigkeit Mosambiks von Südafrika blieb jedoch über weitere Jahre bestehen.
Im Jahre 1989 entschlossen sich die Staats- und Regierungschefs auf einem Treffen in Harare (Simbabwe), der SADCC „einen angemessenen Rechtsstatus zu verleihen […] und die Absichtserklärung durch ein Abkommen, eine Charta oder einen Vertrag zu ersetzen“. Dieser Zielformulierung folgte am 17. August 1992 bei einem Gipfeltreffen in Windhoek (Namibia) durch die Regierungsvertreter die Unterzeichnung der SADC-Erklärung und des SADC-Vertrags, auf deren Grundlage die Southern African Development Coordination Conference (SADCC) zur Entwicklungsgemeinschaft des Südlichen Afrikas (SADC) transformiert wurde.

## Ziele und Aufbau
Das Hauptziel wurde auf die Verringerung der wirtschaftlichen Abhängigkeit insbesondere, aber nicht ausschließlich, von Südafrika gelegt, aber auch die Förderung der regionalen Entwicklung sollte forciert werden. Die SADCC entschied sich für eine lockere intergouvernementale Zusammenarbeit und arbeitete auf der Basis sektoraler Aktionsbereiche, welche jeweils von einem Mitgliedstaat koordiniert wurden.
Oberstes Entscheidungsorgan war die jährliche Gipfelkonferenz der Staats- und Regierungschefs, in welcher das Prinzip der Einstimmigkeit herrschte. Darunter folgte in der Organisationsstruktur der Ministerrat mit den ihm angegliederten Ausschüssen. Dieser war für die Koordinierung der Politik zuständig und kann somit als tatsächlicher Motor der Kooperation angesehen werden.

## Erfolge
Erfolgreich war die SADCC vor allem hinsichtlich der Projektzusammenarbeit in den Bereichen der Ernährungssicherung und des Verkehrs. Andere Ziele, wie die Verringerung der wirtschaftlichen Abhängigkeit von Südafrika oder die regionale Wirtschaftsförderung, wurden in unterschiedlicher Weise reduziert oder gar nicht erreicht.

## Weiterführende Literatur
- Hans-Dieter Schinner: Entwicklung durch regionale Zusammenarbeit: koloniales Erbe und Zimbabwes Beitrag zu der Neugestaltung der regionalen Beziehungen in der Southern African Development Co-ordination Conference und der Preferential Trade Area. Studienverlag Brockmeyer, Bochum 1986, ISBN 3-88339-509-9 (Inhaltsverzeichnis online)
- Jutta Mertes: Die Southern African Development Coordination Conference (SADCC) – ein Modell für Süd-Süd-Kooperation? Haag und Herchen, Frankfurt am Main 1988, ISBN 978-3-89228-229-7
- Mkhululi Nyathi: The Southern African Development Community and law. Palgrave Macmillan, Cham 2019, ISBN 978-3-319-76512-9